# Tritonaclia
Tritonaclia is een geslacht van vlinders van de familie spinneruilen (Erebidae), uit de onderfamilie Arctiinae.

## Soorten
- T. inauramacula Griveaud, 1964
- T. kefersteinii (Butler, 1882)
- T. melania (Oberthür, 1923)
- T. quinquepunctata Griveaud, 1967
- T. stephania (Oberthür, 1923)